# 福原勝
福原 勝（ふくはら まさる、1940年4月19日 - ）は島根県出身の元プロ野球選手。右投右打。

## 経歴・人物
1959年に島根県立益田産業高等学校から近鉄バファローに入団。1年目から一軍で登板し、3年目の1961年の大毎オリオンズ戦で初勝利。1965年7月10日の東京戦ではプロ初完投を完封勝利で飾ったが、この年限りで引退した。ストレートが武器だったが、シンカーも投げた。

## 成績
- 79試合登板　2勝4敗　防御率4.98

## 背番号
- 37（1959年‐1965年）